# John Pawson
John Pawson (Halifax, 6 maggio 1949) è un designer e architetto britannico, noto per il suo stile minimalista.
Ha studiato a Eton e quindi all'Architectural Association School of Architecture di Londra. È sposato con Catherine, da cui ha avuto due figli.
Tra i principali progetti realizzati da Pawson si ricordano il Cannelle Cake Shop di Londra, diversi punti vendita di Calvin Klein e di Jigsaw, il Monastero di Nový Dvůr in Repubblica Ceca,  l'Hotel Puerta America di Madrid, la Medina House di Tunisi e il Sackler Crossing, una passerella sul lago all'interno dei Giardini Botanici Reali di Kew.

## Galleria d'immagini

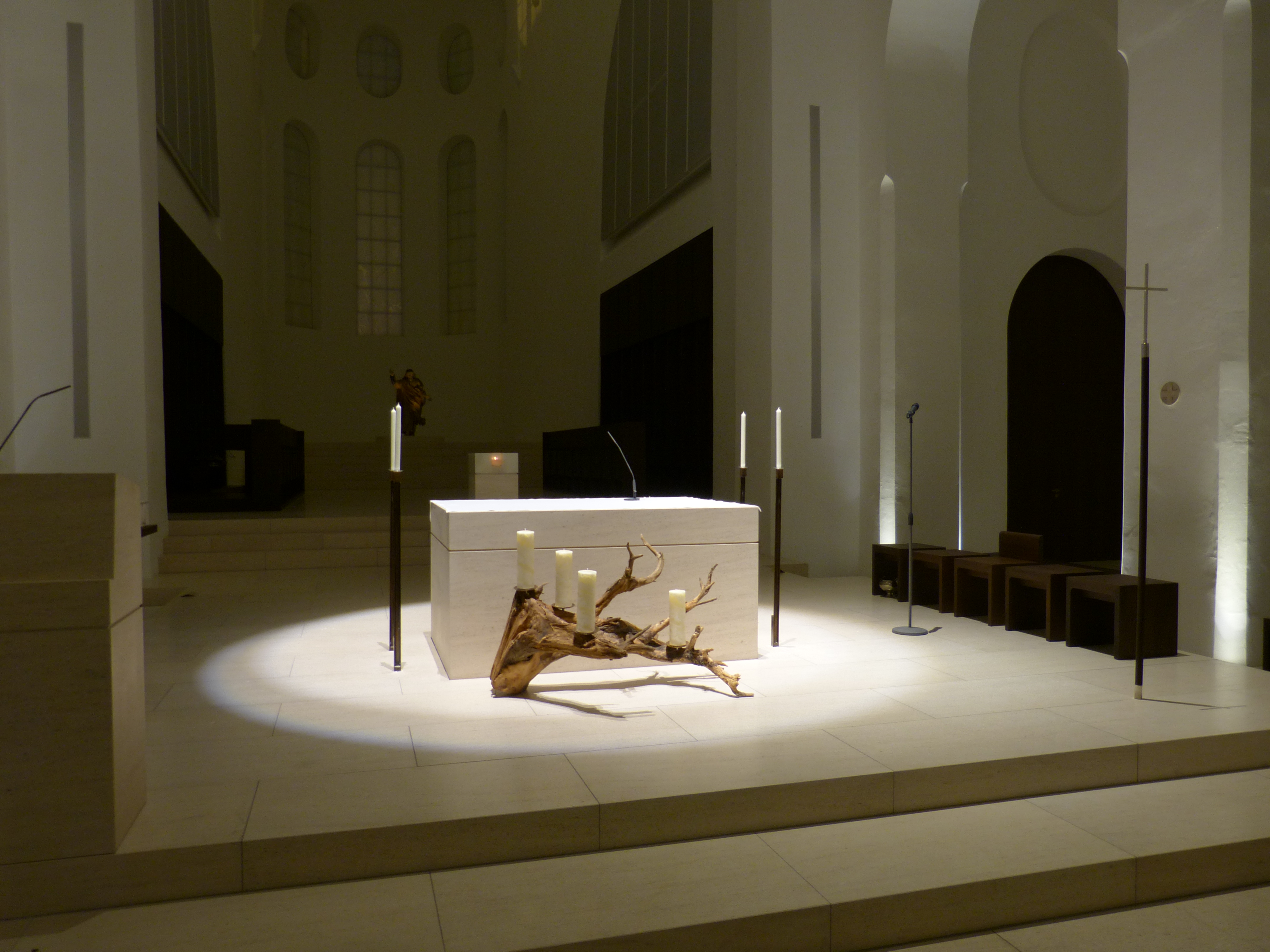
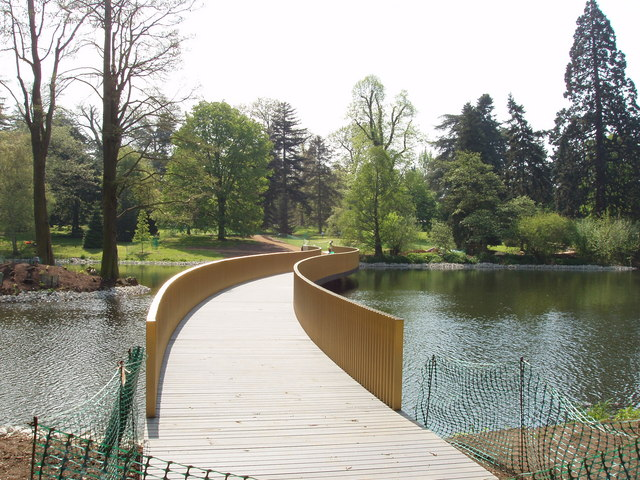
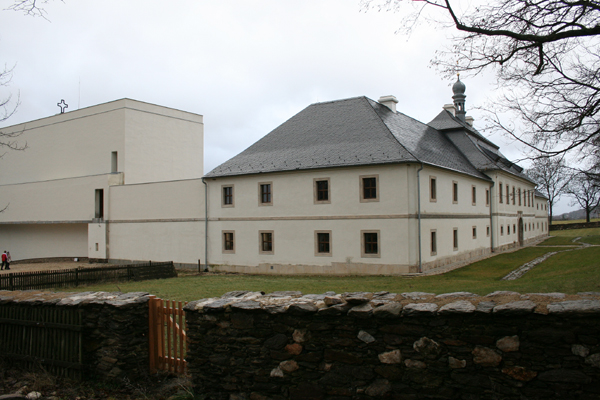